# Kert
Pour l’article homonyme, voir Kert (village).
Les Kert,
Kart
ou Kurt

La dynastie Kert a son déploiement maximum

forment une dynastie qui a régné sur Hérat et la région qui constitue actuellement l’ouest et le centre de l’Afghanistan  de 1245 à 1381.

## Histoire
Après le passage du fils de Gengis Khan, Tolui puis de son général Eldjigidèi en 1222, Hérat et de nombreuses autres villes sont détruites et désertées. Avec l’arrivée au pouvoir du mongol Ögödei (1227-1241), les villes peuvent enfin être reconstruites. Au cours de l’invasion mongole la famille Shansabani, dont sont issus les Ghurides, est parvenue à  résister dans leur forteresse de Khaysar au sud-est d’Hérat. Le chef de famille Rukr al-Dîn Abû Bakr, marié avec une princesse ghuride, et leur fils Chams al-Dîn Muhammad proclament être les héritiers des Ghurides. Au cours de l’année 1245, Chams al-Dîn sort de Khaysar et s’empare d’Hérat. Les Mongols prennent le parti de s’accommoder de lui comme gouverneur local à l’instar de ce qui se produit dans d’autres régions de Perse. Lui et ses successeurs portent le titre de malek (roi).
Chams al-Dîn Muhammad a conscience qu’il ne peut pas résister aux Mongols et choisit de mener une politique de collaboration avec eux. Il se joint la campagne menée par les Mongols en 1246 au Pendjab à Multan. Il reste ensuite quelque temps en Inde. En 1251, après l’arrivée au pouvoir de Möngke comme grand khan mongol il se rend à la cour pour faire allégeance. Le nouveau khan le confirme dans ses fonctions et ses possessions. Chams al-Dîn Muhammad étend son domaine vers le sud avec le projet de rejoindre la mer. Cette manœuvre inquiète les Mongols et Chams al-Dîn Muhammad doit les affronter en 1258. Il est malgré tout bien reçu par Hülegü qui s’est emparé de la Perse puis de l’Irak sur l’ordre de son frère Möngke. Hülegü devient le suzerain direct de Chams al-Dîn Muhammad. Hülegü autorise Chams al-Dîn Muhammad à rentrer à Hérat mais exige qu’il cède la province du Sistān.
En 1266, Chams al-Dîn Muhammad envoie un contingent en renfort de l’armée d’Abaqa, successeur d’Hülegü, dans une expédition dans le Caucase contre les armées de la Horde d'or menées par Berké. En 1270, apparaît un autre adversaire des Il-khanides, le djaghataï Baraq qui contrôle la Transoxiane. Baraq envahit le Khorassan. Sans doute pour se préserver,  Chams al-Dîn Muhammad prend contact avec Baraq. En 1273, Hülegü reprend le contrôle de la situation, mais il ne peut plus voir en Chams al-Dîn Muhammad un allié sûr. En 1276, il reçoit une convocation à la cour, mais il n’est pas autorisé à rentrer à Hérat. Il est envoyé à Bakou puis à Tabriz où il est empoisonné au début de 1278.
L’absence prolongée de Chams al-Dîn Muhammad à Hérat provoque des troubles à Hérat. Finalement les Mongols nomment les fils de Chams al-Dîn Muhammad comme successeur avec le nom de Chams al-Dîn II, alors qu’il s‘appelait au départ Rukn al-Dîn. Il est reconnu par tous sauf à Kandahar qu’il doit soumettre par la force. Les relations avec les Mongols se durcissent lors de leur intervention dans le Fars. Chams al-Dîn II part alors se réfugier dans la forteresse de Khaysar laissant son fils `Ala’ al-Dîn à Hérat avant qu’il ne vienne rejoindre son père. 
Les années suivantes Hérat est la proie de bandes armée mongoles, tandis que l’empire il-khanide est lui-même en proie à une situation instable. La confusion est à son comble lors de l’introduction de papier monnaie sur le modèle chinois. Les campagnes sont abandonnées, les villages et les petites villes sont désertés. L’arrivée au pouvoir il-khanide  de Ghazan qui se convertit à l’islam sunnite et prend le nom de Mahmud permet un retour à l’ordre (1295). La première décision pratique de Ghazan est de nommer Fakhr al-Dîn, un fils de Chams al-Dîn II, comme nouveau gouverneur d’Hérat. Fakhr al-Dîn commet l’erreur de ne pas reconnaître Oldjaïtou comme successeur de Ghazan. Fakhr al-Dîn est tué en combattant contre Oldjaïtou en 1308. Son frère Ghiyâth al-Dîn  lui succède.

### Ghiyâth al-Dîn Ier
En 1327, le tout puissant émir Chupan tombe en disgrâce à la cour de l’il-khanide Abu Saïd. Il est contraint de se réfugier à Hérat auprès de Ghiyâth al-Dîn. Ce dernier se voit promettre par Abu Saïd la main de Kordotchin une des épouses de Chupan contre son exécution. Ghiyâth al-Dîn  le fait étrangler, et « envoie son doigt » à Abu Saïd (octobre/novembre 1327). Ghiyâth al-Dîn  n’obtient rien d’autre qu’une certaine tranquillité dans ses terres. Ghiyâth al-Dîn décède en 1328/1329.

### Les fils de Ghiyâth al-Dîn Ier
De 1329 à 1332, trois fils de Ghiyâth al-Dîn Ier vont se succéder, le dernier des trois, Mu`izz al-Dîn Pîr Husayn Muhammad va régner jusqu’en 1369. En 1335, Abu Saïd décède sans héritier. Le pouvoir des il-khanides n’est plus en mesure d’inquiéter les souverains d’Hérat. En 1338, L’il-khanide Togha Temür, descendant de Khassar frère de Gengis Khan est proclamé khan. Il s’établit à Bastām. Les Sarbadârs qui règnes à Sabzevar reconnaissent nominalement sa suzeraineté. En 1340, Mu`izz al-Dîn essaie d’intervenir dans la province de Kerman, c’est un échec qui affaiblit quelque peu sa position. Des incursions venues de la Transoxiane lui causent aussi quelques préoccupations. En 1342, le sarbadârs Wajîh al-Dîn Mas`ud part en campagne contre Hérat puis en 1344, dans le Mazandaran. Il laisse le commandement à Ay Tīmūr Muhammad, un fils d’esclave, probablement le fils d’un soldat-esclave  turc. Wajîh al-Dîn Mas`ud meurt pendant sa campagne dans le Mazandaran, Ay Tīmūr Muhammad prend sa succession. Il reconnaît la suzeraineté de Togha Temür. En aout/septembre 1346, le « fils d’esclave » Ay Tīmūr Muhammad est assassiné par les ennemis qu’il a su se créer.
Vers décembre 1353, les Sarbadârs assassinent Togha Temür et restent ainsi maîtres de tout le nord-ouest du Khorassan, les Kert gardent le sud-est avec pour capitale Hérat. Ces deux dynasties se font une guerre acharnée, aggravée des prétextes religieux : les Kert sont des Afghans sunnites, les Sarbadârs des Persans chiites. Une troisième dynastie exactement arabo-iranienne, les Muzaffarides, s’était établie dans la province de Kerman et le Fars. Son fondateur, l’Arabe Mubâriz ad-Dîn Muhammad, déjà installé à Yazd et dans la province de Kerman, se rend maître de Chiraz (1353) et d’Ispahan (1356-1357). En 1358, il est déposé et aveuglé par son fils, Jalâl ad-Dîn Shâh Shujâ` qui lui succède à Chiraz, tandis qu’Ispahan passait à son frère Qutb ad-Dîn Shâh Mahmûd.
Néanmoins le règne de Mu`izz al-Dîn est une période de prospérité pour le royaume qui s’étend alors de Merv au nord, Machhad et Nichapur jusqu’en bordure du désert central de l’Iran (Dasht-e Kavir) et d’autre part dans les hautes terres de l’Afghanistan au rebord méridional de l’Hindou Kouch. En 1370/1371, peu avant que Mu`izz al-Dîn décède, l’arrivée d’un émissaire de Tamerlan annonce un nouvel orage.

### La fin des Kert
Dans un premier temps, Tamerlan accepte que Ghiyâth al-Dîn II Pîr `Alî succède à son père. Il impose néanmoins un partage du royaume avec son frère Muhammad qui règne à Sarakhs dans le Khorassan. En 1381, Tamerlan  occupe Hérat et fait prisonnier Pîr `Alî. Ce dernier est cependant libéré est reste en place jusqu’en 1389, lorsque Tamerlan l’élimine.

## La dynastie
| Dates          | Nom                                  | Fils de                              |                                                                |
| -------------- | ------------------------------------ | ------------------------------------ | -------------------------------------------------------------- |
| ? -1245        | Rukn al-Dîn Abu Bakr                 |                                      |                                                                |
| 1245-1277      | Chams al-Dîn Ier Mahmud              | Rukn al-Dîn Abu Bakr                 | Prend le pouvoir à Hérat.                                      |
| 1277-1298      | Chams al-Dîn II                      | Chams al-Dîn Ier                     | S’appelle d’abord Rukn al-Dîn et change de nom. Meurt en 1305. |
| 1298-1308      | Fakhr al-Dîn                         | Chams al-Dîn II                      |                                                                |
| 1308-1329      | Ghiyâth al-Dîn Ier                   | Chams al-Dîn II                      |                                                                |
| 1329-1330      | Chams al-Dîn III Muhammad            | Ghiyâth al-Dîn Ier                   |                                                                |
| 1330-1332      | Hâfiz                                | Ghiyâth al-Dîn Ier                   |                                                                |
| 1332-1370/1371 | Mu`izz al-Dîn Pîr Husayn Muhammad    | Ghiyâth al-Dîn Ier                   |                                                                |
| 1370/1371-1381 | Ghiyâth al-Dîn II Pîr `Alî           | Mu`izz al-Dîn Pîr Husayn Muhammad    | Sous la tutelle de Tamerlan jusqu'en 1389.                     |
| 1381           | Tamerlan met fin au royaume de Kert. | Tamerlan met fin au royaume de Kert. | Tamerlan met fin au royaume de Kert.                           |